# Debbie Deb
Deborah Claire Wesoff-Kowalski, känd som Debbie Deb, är en amerikansk sångerska, mest känd för 1980-talsklassikerna "Lookout Weekend" och "When I Hear Music". Hon föddes i New York, men hon växte upp i Florida.
För tillfället jobbar hon som hårfrisörska i USA.

## Diskografi
Studioalbum
- Lookout Weekend (1986)
- She's Back (1995)

Samlingsalbum
- Lookout Weekend (1997)

Singlar
- "When I Hear Music" (1983)
- "Lookout Weekend" (1984)
- "I'm Searchin'" (1987)
- "Fantasy" (1987)
- "Wild Thing (Holds Me Tight)" (1988)
- "There's a Party Goin 'On" (1989)
- "Funky Little Beat" (1996)
- "Lookout Weekend" / "When I Hear Music" (1997)
- "Everytime You Come Around" (2009)
- "Lookout Weekend" (med Reid Stefan) (2015)